# Saprosites rougemonti
Saprosites rougemonti är en skalbaggsart som beskrevs av Riccardo Pittino 2008. Saprosites rougemonti ingår i släktet Saprosites och familjen Aphodiidae. Inga underarter finns listade i Catalogue of Life.